# NGC 7150
NGC 7150 est un groupe d'étoiles situé dans la constellation du Cygne,. L'astronome américain George Phillips Bond a enregistré la position de celui-ci le 10 février 1848.
NGC 7150 se compose de plusieurs étoiles de faible magnitude disposées en forme de fer à cheval. Cette disposition explique la raison pour laquelle cet ensemble a été confondu à une nébuleuse lorsque observé avec un petit télescope.